# 平木田站
平木田站（日语：／ Hirakida eki */?）是位於新潟縣胎內市平木田1605番，東日本旅客鐵道（JR東日本）的羽越本線車站。

## 歷史
- 1914年（大正3年）11月1日：村上線中條至村上之間開業，此站啟用。
- 1924年（大正13年）7月31日：全線開業，村上線編入至羽越線。
- 1925年（大正14年）11月20日：隨著支線與赤谷線啟用，羽越線改名為羽越本線。
- 1963年（昭和38年）11月1日：終止貨物起卸業務。終止行李運送業務。
- 1972年（昭和47年）9月1日：終止行李起卸業務。
- 1984年（昭和59年）3月：新車站大樓建成。
- 1987年（昭和62年）4月1日：伴隨國鐵分割民營化，車站由東日本旅客鐵道（JR東日本）營運。
- 2012年（平成24年）5月1日：設置名譽站長[1]。

## 車站構造
車站是一座地面車站，設有2面2線的單式月台。車站大樓（東邊）與兩月台之間設有跨線橋連接。
曾經此站設有中線（前2號月台），在撤走後變成停留所。
此站是由村上站管理的無人車站。車站大樓同時為候車室，在大樓內設有廁所、自動販賣機和公共電話。此站沒有自動售票機，取而代之為乘車站證明票發行機。此站不可使用Suica等交通系IC卡。

### 月台
| 月台 | 路線      | 上下行 | 方向             |
| ---- | --------- | ------ | ---------------- |
| 1    | ■羽越本線 | 上行   | 新發田、新潟方向 |
| 2    | ■羽越本線 | 下行   | 村上、酒田方向   |

參考

## 車站周邊
- 平木田站前郵局
- 乙寶寺（日语：乙寶寺）
- 韋駄天山遺蹟（步行約10分鐘）
- 韋駄天神社（步行約5分鐘）

## 巴士路線
此站前設有預約制共乘車「善意號」，包括此站之內為「乙區域」範圍。
只外，於站前也有免費觀光巴士的巴士站，但是只在某些季節的星期六、日及假期服務。

## 相鄰車站
東日本旅客鐵道
■羽越本線
□快速「紅花」、■快速
通過
■普通
中條－平木田－坂町

## 注腳
1. ↑   (PDF) (新闻稿). 東日本旅客鉄道 新潟支社. 2014-04-27  [2014-10-25]. （原始内容 (pdf)存档于2013年1月17日） （日语）.
2. ↑  Suica新潟エリア （页面存档备份，存于）（日語） - JR東日本. 2020年4月25日參閲.
3. ↑  JR東日本:駅構内図 （页面存档备份，存于）（日語）
4. ↑  . 胎内市.   [2019-12-30]. （原始内容存档于2020-11-01） （日语）.
5. ↑  . 胎内観光協会.   [2019-12-30]. （原始内容存档于2019-12-30）.
6. ↑  . 日本経済新聞. 2019-04-22  [2020-11-08]. （原始内容存档于2019-12-30） （日语）.

## 外部連結
- 車站資訊（平木田）：東日本旅客鐵道（日語）